# لونا ۱۲
لونا ۱۲ (به انگلیسی: Luna 12) یا لونیک ۱۲ (به انگلیسی: Lunik 12) یک فضاپیمای بدون سرنشین برنامه لونا ساخت اتحاد جماهیر شوروی سوسیالیستی است. این فضاپیما از کره زمین به فضا پرتاب شد و در ۲۵ اکتبر ۱۹۶۶ در مدار کره ماه قرار گرفت. این فضاپیما به سیستم‌های تلویزیونی مجهز بود و عکس‌های زیادی از سطح ماه به زمین ارسال کرد.